# Canoagem nos Jogos Pan-Americanos de 2019 - K-2 500 m feminino
A competição do K-2 500 metros feminino foi um dos eventos da canoagem nos Jogos Pan-Americanos de 2019. Foi disputada no Parque Natural Albúfera de Medio Mundo, em Huacho, no Peru nos dias 29 e 30 de julho.

## Calendário
Horário local (UTC-5).
| Data        | Horário | Fase      |
| ----------- | ------- | --------- |
| 28 de julho | 9:00    | Baterias  |
| 29 de julho | 10:30   | Semifinal |
| 30 de julho | 9:00    | Final     |

## Medalhistas
| Ouro   | CAN Andréanne Langlois e Alanna Bray-Lougheed |
| Prata  | ARG Maria Garro e Brenda Rojas                |
| Bronze | MEX Beatriz Briones e Karina Alanís           |

## Resultados

### Eliminatórias
Os dois melhores em cada bateria se classificaram diretamente para a final e os restantes disputaram a semifinal. 
Bateria 1
| Pos. | Canoísta                                | País               | Tempo    | Obs. |
| ---- | --------------------------------------- | ------------------ | -------- | ---- |
| 1    | Andréanne Langlois Alanna Bray-Lougheed | CAN Canadá         | 1:46.470 | F    |
| 2    | Samantha Barlow Kaitlyn Mcelroy         | USA Estados Unidos | 1:48.005 | F    |
| 3    | Yurisledy Muñoz Flavia López            | CUB Cuba           | 1:48.125 | SF   |
| 4    | Mara Guerrero Eliana Escalona           | VEN Venezuela      | 1:59.905 | SF   |
| 5    | Francisca Cruz Ruth Cruz                | BIZ Belize         | 2:35.585 | SF   |

Bateria 2
| Pos. | Canoísta                        | País          | Tempo    | Obs. |
| ---- | ------------------------------- | ------------- | -------- | ---- |
| 1    | Maria Garro Brenda Rojas        | ARG Argentina | 1:46.644 | F    |
| 2    | Beatriz Briones Karina Alanís   | MEX México    | 1:49.309 | F    |
| 3    | Ysumy Orellana Fabiola Zamorano | CHI Chile     | 1:55.844 | SF   |
| 4    | Maoli Angulo Tamya Rios         | ECU Equador   | 2:03.474 | SF   |
| 5    | Katherine Ccuno Diana Gomringer | PER Peru      | 2:24.299 | SF   |

### Semifinal
Os quatro primeiros colocados se classificaram para a final. 
| Pos. | Canoísta                        | País          | Tempo    | Obs. |
| ---- | ------------------------------- | ------------- | -------- | ---- |
| 1    | Yurisledy Muñoz Flavia López    | CUB Cuba      | 1:50.183 | F    |
| 2    | Ysumy Orellana Fabiola Zamorano | CHI Chile     | 1:52.628 | F    |
| 3    | Mara Guerrero Eliana Escalona   | VEN Venezuela | 1:55.625 | F    |
| 4    | Maoli Angulo Tamya Rios         | ECU Equador   | 1:56.170 | F    |
| 5    | Katherine Ccuno Diana Gomringer | PER Peru      | 2:23.503 |      |
| 6    | Francisca Cruz Ruth Cruz        | BIZ Belize    | 2:33.900 |      |

### Final
A final ocorreu dia 30 de julho às 9:00. 
| Pos.              | Canoísta                                | País               | Tempo    | Obs. |
| ----------------- | --------------------------------------- | ------------------ | -------- | ---- |
| Medalha de ouro   | Andréanne Langlois Alanna Bray-Lougheed | CAN Canadá         | 1:45.484 |      |
| Medalha de prata  | Maria Garro Brenda Rojas                | ARG Argentina      | 1:46.932 |      |
| Medalha de bronze | Beatriz Briones Karina Alanís           | MEX México         | 1:47.472 |      |
| 4                 | Samantha Barlow Kaitlyn Mcelroy         | USA Estados Unidos | 1:53.059 |      |
| 5                 | Yurisledy Muñoz Flavia López            | CUB Cuba           | 1:55.627 |      |
| 6                 | Mara Guerrero Eliana Escalona           | VEN Venezuela      | 1:56.684 |      |
| 7                 | Ysumy Orellana Fabiola Zamorano         | CHI Chile          | 1:57.214 |      |
| 8                 | Maoli Angulo Tamya Rios                 | ECU Equador        | 1:59.142 |      |